# 翠峦镇
翠峦镇是中华人民共和国黑龙江省伊春市乌翠区下辖的一个行政建制镇。
2016年，伊春市人民政府批准撤销向阳街道办事处，下辖地区由翠峦区直辖。2019年6月，国务院同意调整伊春市部分行政区划，撤销翠峦区，新设乌翠区；同年，伊春市人民政府批准恢复设立向阳街道办事处。
2022年8月，黑龙江省民政厅批复同意撤并向阳街道、曙光街道设立翠峦镇，镇人民政府驻中心路168号。

## 行政区划
翠峦镇下辖以下村级行政区划单位：
幸福社区、胜利社区、保安社区、文化社区、新兴社区、育林社区、新春社区、新建社区、解放社区、昆仑气社区、么河社区、抚育河社区、尖山河社区、翠峦河社区、冲锋社区、开源社区、翠光村和前进村。